# Cianowo
Cianowo (niem. Jakobsdorf) – wieś w Polsce położona w województwie zachodniopomorskim, w powiecie drawskim, w gminie Drawsko Pomorskie. W latach 1975–1998 miejscowość administracyjnie należała do województwa koszalińskiego. W roku 2007 wieś liczyła 4 mieszkańców. Miejscowość wchodzi w skład sołectwa Jankowo.

## Geografia
Wieś leży ok. 7 km na północny zachód od Jankowa.

## Zabytki
Do wojewódzkiego rejestru zabytków wpisany jest:
- park dworski z drugiej połowy XIX wieku, pozostałość po dworze.